# Метрополитен Ахмадабада
Метрополитен Ахмадабада (гудж. અમદાવાદ મેટ્રો; хинди अहमदाबाद मेट्रो; англ. Ahmedabad Metro) — полностью эстакадная система метро в индийском городе Ахмадабад, штат Гуджарат.

## История
Открыт 4 марта 2019 года, первым участком 1 линии Вастрал Гам-Аппарель Парк, 6 станций, 6,5 км.

## Строительство
Строительство начато в начале 2010-х. 1-я линия открыта в марте 2019 года, 2-я линия открыта в октябре 2022 года.

## Линии
- Первая/Синяя — первый участок открыт 4 марта 2019 года, 6 станций, 6,5 км. 2 октября 2022 года продлена на 12 км.
- Вторая/Красная — открыта 6 октября 2022 года. 18,9 км.